# Гебн
Гебн, Хебн (ісл. Höfn чи ісл. Höfn í Hornafirði, МФА ˈhœpn) — місто в Ісландії.
Місто і порт Гебн знаходиться в південно-східній частині Ісландії, у регіоні Ейстурланд. Знаходиться на краю найбільшого льодовика Ісландії — Ватнайокутль. Відстань до столиці країни Рейк'явіка становить близько 460 км. Чисельність населення — 1783 особи (станом на 2004 рік). Основне заняття місцевих жителів — рибальство. Щороку наприкінці червня — початку липня в Гебні проводиться Фестиваль рибалки («Лобстер-фестиваль»).
У місті побудований аеропорт, з якого здійснюються польоти по всій Ісландії.